# PKP SM31 sorozat
A PKP SM31 sorozat egy lengyel Co'Co' tengelyelrendezésű dízelmozdony-sorozat. 1976 és 1985között gyártotta a Fablok. Összesen 168 darab készült belőle.